# Jerónimo Jacinto Espinosa

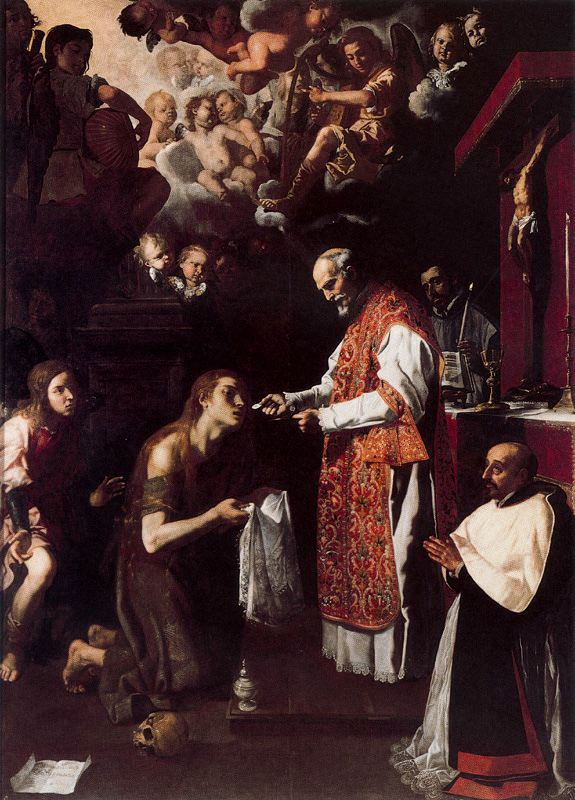
Komunia Magdaleny (1655)

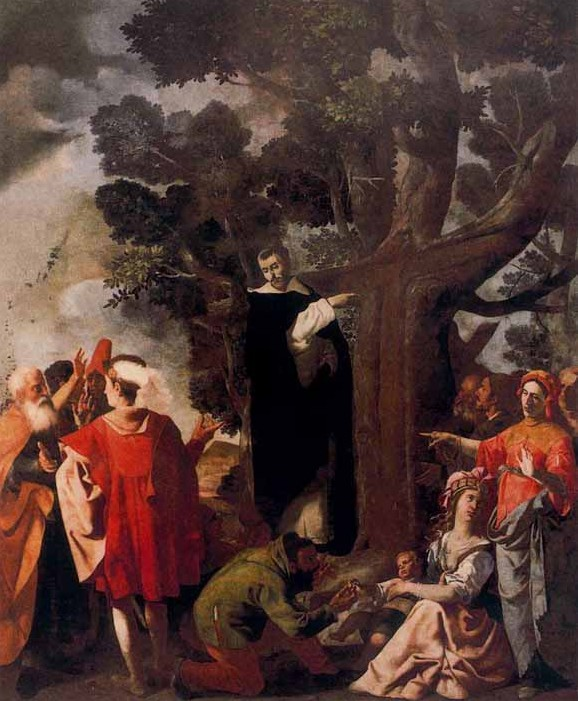
Cud św. Ludwika Beltrama (1655)

Jerónimo Jacinto de Espinosa (ur. 18 lipca 1600 w Cocentaina w prow. Alicante, zm. 20 lutego 1667 w Walencji) – malarz hiszpańskiego baroku.
Tworzył w Walencji. Cieszył się przychylnością króla Filipa IV Habsburga. Był synem artysty Jerónima Rodrígueza de Espinosy (1562 – 1630), u którego zdobywał pierwsze szlify. Znajdował się też pod ogromnym wpływem Francisco Ribalty, również mieszkającego i tworzącego w Walencji.
Był twórcą niezwykle płodnym. Zachowała się większość jego dzieł. Są to dzieła religijne, tworzone na zamówienie konkretnych wspólnot zakonnych i kościołów. W swym malarstwie operował światłocieniem. W technice tej dał wyraz swojej formacji malarskiej, która poprzez Ribaltę odwoływała się do Caravaggia. Naturalizm i szczególne dobieranie kolorów, obecne w malarstwie Espinosy, były wspólne dla innych twórców tego okresu tworzących w Madrycie, Sewilli i innych miastach Półwyspu Iberyjskiego.
Twórczość Espinosy wywarła wpływ na takich malarzy hiszpańskich, jak Vicente Salvador Gómez (ok. 1637-1678), Pablo Pontons (1630-1691), Gaspar de la Huerta (1645-1714), Urbano Fos (1615-1658), Mateo Gilarte (ok. 1629-1675) oraz jego syn Jacinto Espinosa de Castro (1631-1707).

## Wybrane dzieła
- Adoracja Eucharystii -  89 x 67 cm, Muzeum Sztuk Pięknych w Walencji
- Chrystus podnoszący swoje szaty -  Museo El Greco, Toledo
- Cud św. Ludwika Beltrama -  1655, 405 x 333 cm, Muzeum Sztuk Pięknych w Walencji
- Komunia Magdaleny -  1655, 315 x 226 cm, Muzeum Sztuk Pięknych w Walencji
- Matka Boska z Dzieciątkiem i aniołami -  191 x 148 cm, Prado, Madryt
- Męczeństwo św. Piotra Męczennika -  198 x 103 cm, Prado, Madryt
- Msza św. Grzegorza -  191 x 139 cm, Prado, Madryt
- Ofiarowanie w świątyni (Kantyk Symeona) -  234 x 160 cm, Muzeum Sztuk Pięknych w Walencji
- Pokutująca Maria Magdalena  105 x 83 cm, Muzeum Sztuk Pięknych w Walencji
- Pokutująca Maria Magdalena  105 x 84 cm, Prado, Madryt
- Pokutująca Maria Magdalena  112 x 88 cm, Prado, Madryt
- Portret ojca Jerónima Mosa -  205 x 112 cm, Muzeum Sztuk Pięknych w Walencji
- Śmierć św. Ludwika Beltrama -  1653, 384 x 227 cm, Muzeum Sztuk Pięknych w Walencji
- Św. Jan Chrzciciel -  112 x 91 cm, Prado, Madryt
- Św. Paschalis Baylon -  1661, 148 x 102 cm, Museo Nacional de Arte de Cataluña, Barcelona
- Św. Piotr Męczennik -  ok. 1650, 198 x 103 cm, Prado, Madryt
- Św. Rajmund -  245 x 180 cm, Prado, Madryt
- Święta Rodzina -  219 x 149 cm, Muzeum Sztuk Pięknych w Walencji
- Święta Rodzina ze świętymi -  269 x 198 cm, Muzeum Sztuk Pięknych w Walencji
- Wizja św. Ignacego -  ok. 1631, 425 x 298 cm, Muzeum Sztuk Pięknych w Walencji

## Galeria

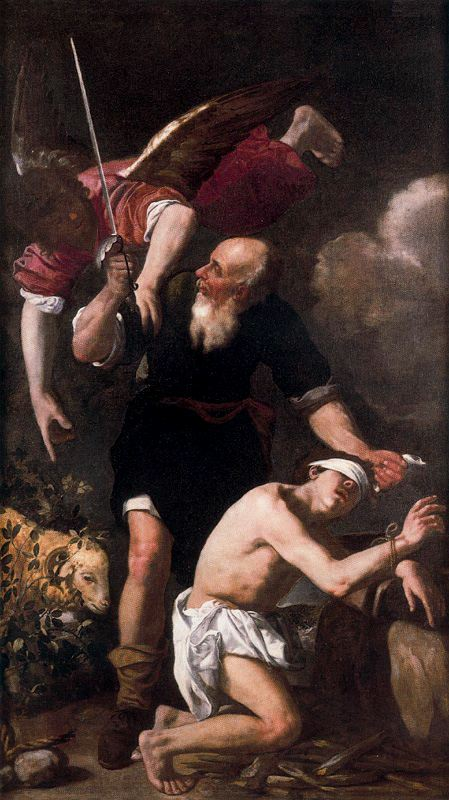
Ofiara Abrahama, XVII w.
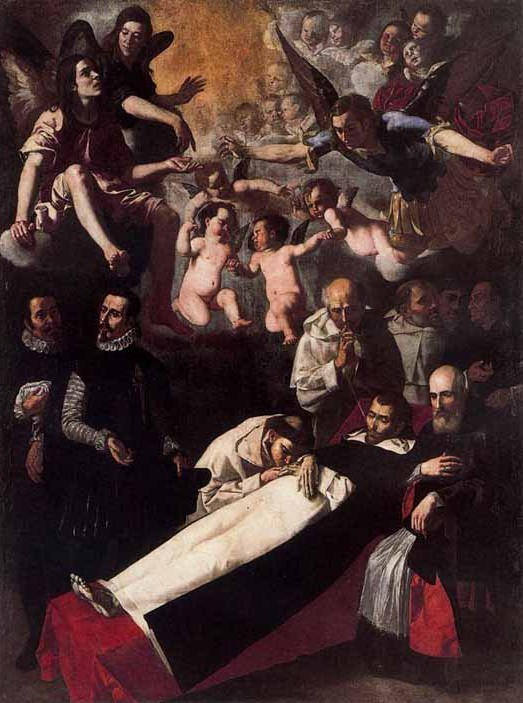
Śmierć św. Ludwika Beltrána, XVII w.
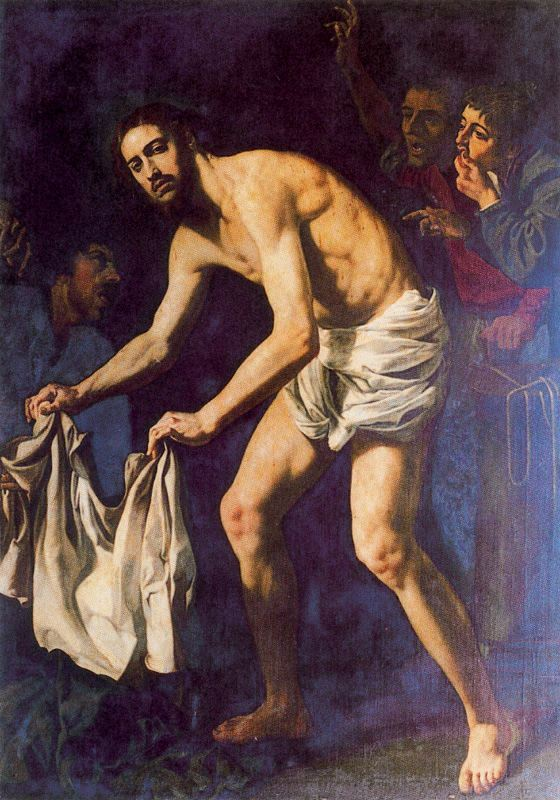
Chrystus podnoszący swoje szaty, XVII w.
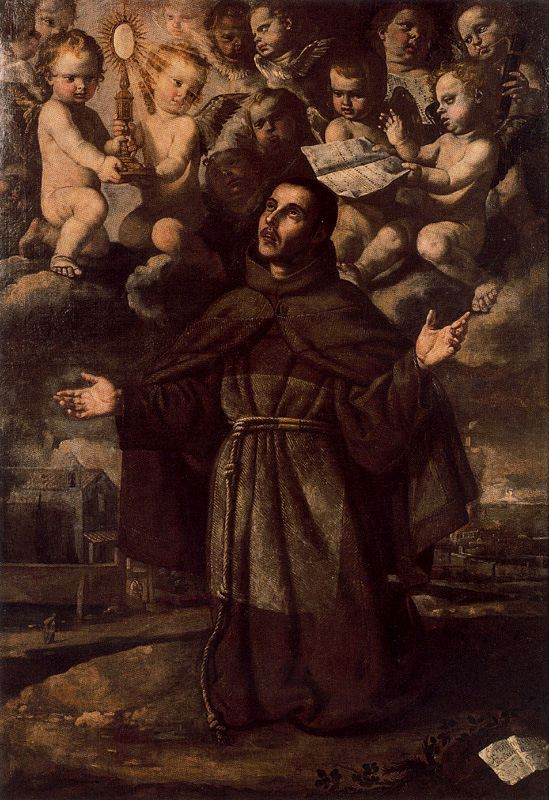
Św. Paschalis Baylon, XVII w.